# ویلیام الکساندر اندرسون
ویلیام الکساندر اندرسون (William Alexander Anderson)‏ (۱۱ می ۱۸۴۲–۲۱ ژوئن ۱۹۳۰)، از وکلای اهل ویرجینیا، سرباز ارتش ایالات مؤتلفه و سیاستمدار دموکرات بود که در هر دو مجلس شورای ایالتی ویرجینیا خدمت کرد. وی دو بار به عنوان دادستان کل این ایالت انتخاب شد و در مقام ریاست دانشگاه «واشینگتن و لی» نیز خدمت کرد که زمانی محل تحصیل خود او بود.

## اوایل زندگی و زندگی خانوادگی
اندرسون که در سال ۱۹۸۲ در شهرستان باتتورت ایالت ویرجینیا متولد شد، فرزند وکیلی به نام فرانسیس تی‌اندرسون بود. فرانسیس در سال ۱۸۵۵ به همراه خانواده‌اش به شهر لکسینگتون واقع در منطقه راکبریج ویرجینیا عزیمت کرد تا ریاست کالج واشینگتن را (که در زمان حیات او به دانشگاه واشینگتن و لی تغییر کرد) بر عهده بگیرد، البته خود او نیز زمانی در این دانشگاه تحصیل کرده بود. او همنام جد پدریش بود که طی سال‌های ۱۸۳۱–۱۸۳۲ نمایندگی شهرستان باتتورت را در مجلس قانونگذاری بر عهده داشت. جد مادریش، اندرو الکساندر بود که جد او نیز، آرشیبالد الکساندر، در سال ۱۷۴۷ از کانتی آنتریم در ایرلند مهاجرت کرده و در نزدیکی آگوستا در منطقه راکبریج سکونت گزیده بود. ویلیام اندرسون جوان متناسب با طبقه خانوادگیش تحت تعلیم خصوصی قرار گرفت. سپس در کالج واشینگتن در لکسینگتون نامنویسی کرد، این کار درست زمانی صورت گرفت که در می ۱۸۶۱ ایالت ویرجینیا از ایالات متحده آمریکا جدا شد و به کنفدراسیون پیوست.
اندرسون دو بار ازدواج کرد و صاحب پنج فرزند شد. همسر اولش، الن جی. اندرسون که اهل ریچموند بود در سال ۱۸۷۲ از دنیا رفت. همسر دومش، مری لوئیزیا بلر نام داشت و از اهالی لکسینگتون بود.

## خدمت در ارتش کنفدراسیون و پیامدهای آن
یک ماه بعد، اندرسون پس از پیوستن به گروه «داوطلبان تالار آزادی» در ارتش کنفدراسیون نامنویسی کرد. این گروه متشکل از دانشجویان و فارغ‌التحصیلان کالج واشینگتن بود که به عضویت هنگ چهارم پیاده‌نظام ویرجینیا به فرماندهی استون‌وال جکسون درآمده بودند، جکسون از اساتید پیشین مرکز آموزش نظامی ویرجینیا بود. در ۲۱ ژوئیه و در خلال نبرد اول ماناساس، گلوله‌ای به سر زانوی اندرسون اصابت کرد و او در ۱۳ سپتامبر ۱۸۶۱ به دلیل نقص عضو از خدمت در ارتش کنار گذاشته شد. پس از این حادثه، در یک کارخانه تولید توپ جنگی مشغول به کار شد که به‌طور موقت در شهر آلبمارل راه‌اندازی شده بود و کهنه‌سربازان معلول آن را اداره می‌کردند. البته اندکی بعد اندرسون رهسپار جنگ علیه ائتلاف ژنرال هانتر شد.
در همین حال، در سال ۱۸۶۱، پدرش برای عضویت در مجلس نمایندگان ویرجینیا انتخاب شد ولی به علت بیماری از حضور دوباره در رقابت‌های انتخاباتی خودداری کرد. البته وضعیت جسمی او به گونه‌ای بهبود یافت که یک دهه پس از آن در دادگاه عالی ویرجینیا سمتی را عهده‌دار شد. در طول این جنگ، اندرسون جوان معلول تحصیلاتش را به اتمام رساند و پس از جنگ با حضور در دانشکده حقوق دانشگاه ویرجینیا و فارغ‌التحصیلی در سال ۱۸۶۶، مسیر شغلی پدرش را در پی گرفت.

## وکیل و سیاستمدار
اندرسون که سال‌های متمادی در حزب دموکرات عضو کمیته اجرایی بود، ابتدا در انتخابات مجلس سنای ویرجینیا به پیروزی رسید و برای یک دوره (به صورت نیمه وقت) طی سال‌های ۱۸۶۹ تا ۱۸۷۳ نماینده مناطق راکبریج، باث و آلگانی بود. «در سال ۱۸۷۰، اندرسون در پی پیشنهاد دکتر ویلیام رافنر، لایحه راه‌اندازی مدارس دولتی را به مجلس ارائه کرد و از این طریق اعتباری برای خود کسب نمود.»
قریب به یک دهه بعد، رأی‌دهندگان منطقه راکبریج او را به عنوان یکی از نمایندگان خود (باز هم به صورت نیمه وقت) برگزیدند. بدین‌ترتیب، اندرسون به همراه متیو دبلیو. پکستون (وابسته به خانواده‌ای که پیش از این نیز برخی از اعضایش در مجلس حضور داشتند) از سال ۱۸۸۳ تا ۱۸۸۵ در مجلس نمایندگان خدمت کرد. با این حال رأی‌دهندگان در دوره بعد هیچ‌یک از این دو نفر را انتخاب نکردند و در سال ۱۸۸۵ چارلز اف‌جردن و جیکوب دبلیو. آرنولد را جایگزین آنها نمودند. البته این دو نماینده نیز فقط یک دوره به مجلس راه پیدا کردند. مردم راکبریج بار دیگر اندرسون را (این بار به همراه جان تی‌مک‌کی) برای مجمع عمومی ۱۸۸۷ انتخاب کردند. در دوره بعدی مجمع، رأی‌دهندگان از انتخاب مجدد آنها امتناع کرده و گرینلی دی. لچر و جیمز ام‌جانستون را (نماینده سابق) جایگزین آن دو کردند. وی یکی از اصلی‌ترین کسانی بود که در تدوین قانون انتخابات موسوم به قانون اندرسون-مک کورمیک نقش داشت (براساس این قانون، مجمع عمومی مجاز بود که هیئت انتخاباتی متشکل از سه نفر در هر منطقه انتخاب کند) این قانون به همراه قانون والتون (که الزام به رأی‌گیری مخفی و همچنین حذف سه چهارم از آراء نامزدهایی داشت که رأی‌دهندگان به آنها رأی منفی داده بودند) سبب شد تا شمار سیاهپوستان واجد شرایط رأی دادن و همچنین تعداد مقامات منتخب سیاهپوست در ویرجینیا کاهش یابد.
اندرسون در سال ۱۸۹۹ به ریاست انجمن وکلای ویرجینیا رسید و محرومیت سیاهپوستان از حق رأی را موضوع سخنرانی خود قرار داد. دیری نپایید که او فرصتی یافت تا ایده‌هایش را اجرایی کند، زیرا اندرسون و جی. دبیلو گیلمور از سوی مردم راکبریج و بوئنا ویستا انتخاب شده بودند تا به عنوان نماینده آنها در کنوانسیون قانون اساسی دوره ۱۹۰۱–۱۹۰۲ شرکت کنند. وی به یکی از اصلی‌ترین اعضای کنوانسیون تبدیل شد؛ شاید به این دلیل که از قبل با روش‌های مورد استفاده ایالات جنوبی برای دور زدن متمم پانزدهم آشنا بود؛ براساس این متمم، سلب حق رأی افراد براساس نژاد یا سابقه بردگی ممنوع بود. اندرسون اداره کمیته بازبینی و همچنین ریاست موقت کنوانسیون را همزمان عهده‌دار شد (در غیاب جان گودجونیور، رئیس وقت کنوانسیون، همکار وکیل و نماینده سابق کنوانسیون و کنگره)، به علاوه او درخلال برگزاری کنوانسیون به عنوان دادستان کل ایالات نیز انتخاب شد.
علی‌رغم آنکه پیش از کنوانسیون وعده داده شده بود که رأی‌دهندگان فرصت تأیید سند نهایی را خواهند داشت ولی نمایندگان حاضر در این جلسه با اکثریت آرای ۴۷ به ۳۸، رأی به اجرایی شدن آن از تاریخ ۱۰ ژوئیه ۱۹۰۲ دادند و هرگز آن را در اختیار مردم قرار نگذاشتند. در همین رابطه، مردی که در آگوستا به اتهام سرقت از منزل محکوم شده بود ایaن ادعا را مطرح کرد که رسیدگی به جرم او بدون حضور هیئت منصفه نامعتبر بوده‌است. در آن زمان دادستان کل، اندرسون، در برابر دادگاه عالی ویرجینیا به دفاع از حکم صادره پرداخت و قاضی جورج مافت هریسون اعلام کرد که قوانین جدید معتبر است زیرا مورد تأیید فرماندار، مجلس قانونگذاری و تمامی قضاتی است که برای پاسداشت آن سوگند یاد کرده‌اند. قضات دادگاه استیناف نیز از نامعتبر دانستن قانون اساسی جدید امتناع کردند. آنها به پرونده کنوانسیون قانون اساسی کارولینای جنوبی به نام میلز وی‌گرین به شماره 159U.S. ۶۵۱ (۱۸۹۵) استناد کردند و قاضی دیوان عالی ایالات متحده، دیوید جوشیا بروئر، به روشنی دریافت نمایندگان مجلس، برخی از اعضای کنگره را که آن سال با رأی مردم ویرجینیا انتخاب شده بودند، بر مسند قدرت قرار داده‌اند؛ «امر ممنوعه واقع شده و حکم دادگاه نمی‌تواند آن را از درجه اعتبار ساقط کند.» نسخه اصلی این پرونده فدرال در دادگاه منطقه‌ای ایالات متحده ناظر بر ناحیه شرقی ویرجینیا به نمایندگی از رأی‌دهندگان در ناحیه سوم کنگره ویرجینیا توسط وکیل جان اس‌وایز به همراه یک عضو سابق کنفدراسیون و همچنین نماینده پیشین کنگره (که به جای وابستگی به دموکرات‌ها از اعضای حزب ریدجاستر بود) علیه فرماندار ویرجینیا، اندرو جکسون و همچنین دبیرکل ایالات و ممیز حساب‌های عمومی مطرح شده بود و به دنبال دریافت حکم تعلیق شمارش آرای انتخابات نوامبر ۱۹۰۲ بود. به علاوه از حزب حاکم به دلیل سلب حق رأی رنگین‌پوستان شکایت کرد. در انتخابات ۱۹۰۴، میزان مشارکت سفید پوستان ۵۰ درصد و سیاهپوستان ۹۰ درصد کاهش یافته بود.
مردم ویرجینیا بار دیگر در سال ۱۹۰۵، اندرسون را به عنوان دادستان کل این ایالت انتخاب کردند. در پرونده شکایت ایالت ویرجینیا علیه ویرجینیای غربی در دادگاه عالی ایالات متحده آمریکا مبنی بر استرداد سهمی از بدهی‌های دولتی از سال ۱۸۶۱، او به همراه سایر وکلا، نمایندگی ویرجینیا را عهده‌دار بود. با خاتمه یافتن این پرونده در سال ۱۹۲۰، بنا بر پیشنهاد کمیسر ویژه قرار شد مبلغ ۷۵ هزار دلار به عنوان حق‌الوکاله به اندرسون پرداخت شود.
وی پس از پایان دوره خدمتش در دادستانی کل به عضویت هیئت ایالتی آموزش درآمد. در سال ۱۹۱۷ اندرسون برای آخرین بار در انتخابات مجلس به پیروزی رسید و به عنوان نماینده از سوی بخشی از منطقه راکبریج و منطقه مجاور آن، بوئناویستا، در جلسات دوره ۱۹۱۸ و ۱۹۱۹ مجلس نمایندگان حضور یافت (نماینده سایر مناطق راکبریج و بوئناویستا و همچنین منطقه باث و هایلند، جان دبلیو. استفنسون بود).
او طی سال‌های ۱۸۸۵ تا ۱۹۳۰ در هیئت امنای دانشگاه محل تحصیل خود، واشینگتن و لی، خدمت کرد. سپس قدم در راه پدر گذاشت و از سال ۱۹۱۳ تا ۱۹۲۴ ریاست این دانشگاه را بر عهده گرفت.

## وفات و میراث
اندرسون در گورستان استون‌وال جکسون واقع در لکسینگتون ایالت ویرجینیا به خاک سپرده شد. شلواری که در نبر اول ماناساس بر تن داشت با جای سوراخ گلوله بر روی زانویش، در موزه دانشگاه واشینگتن و لی به نمایش گذاشته شده‌است. مقالاتی که اعضای خانواده او به رشته تحریر درآورده‌اند در کتابخانه دانشگاه ویرجینیا نگهداری می‌شود.